# 20224 Johnrae
20224 Johnrae è un asteroide della fascia principale. Scoperto nel 1997, presenta un'orbita caratterizzata da un semiasse maggiore pari a 3,2366754 UA e da un'eccentricità di 0,0299853, inclinata di 8,96563° rispetto all'eclittica.